# دو پن
شهر دو پن (به فرانسوی: De Panne) در شهرستان ورن در استان فلاندری غربی در منطقه فلاندری در کشور بلژیک واقع شده‌است.

## نگارخانه

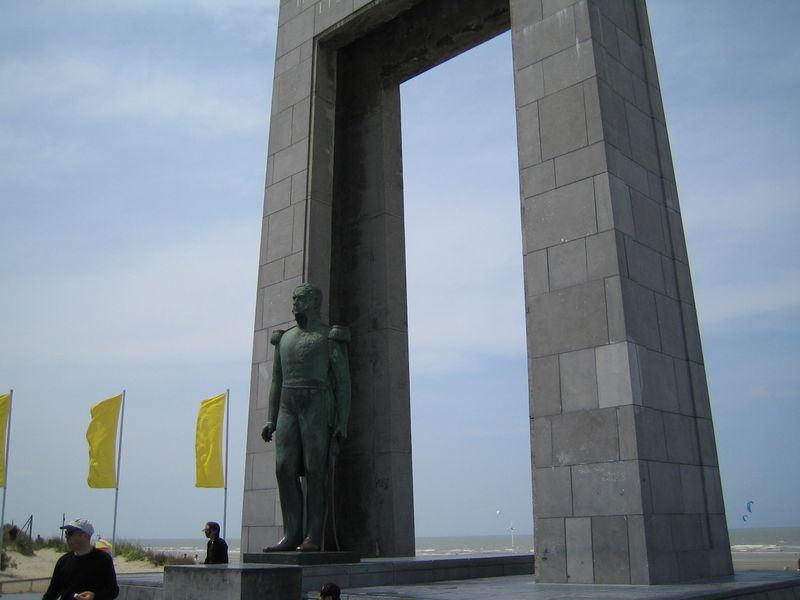
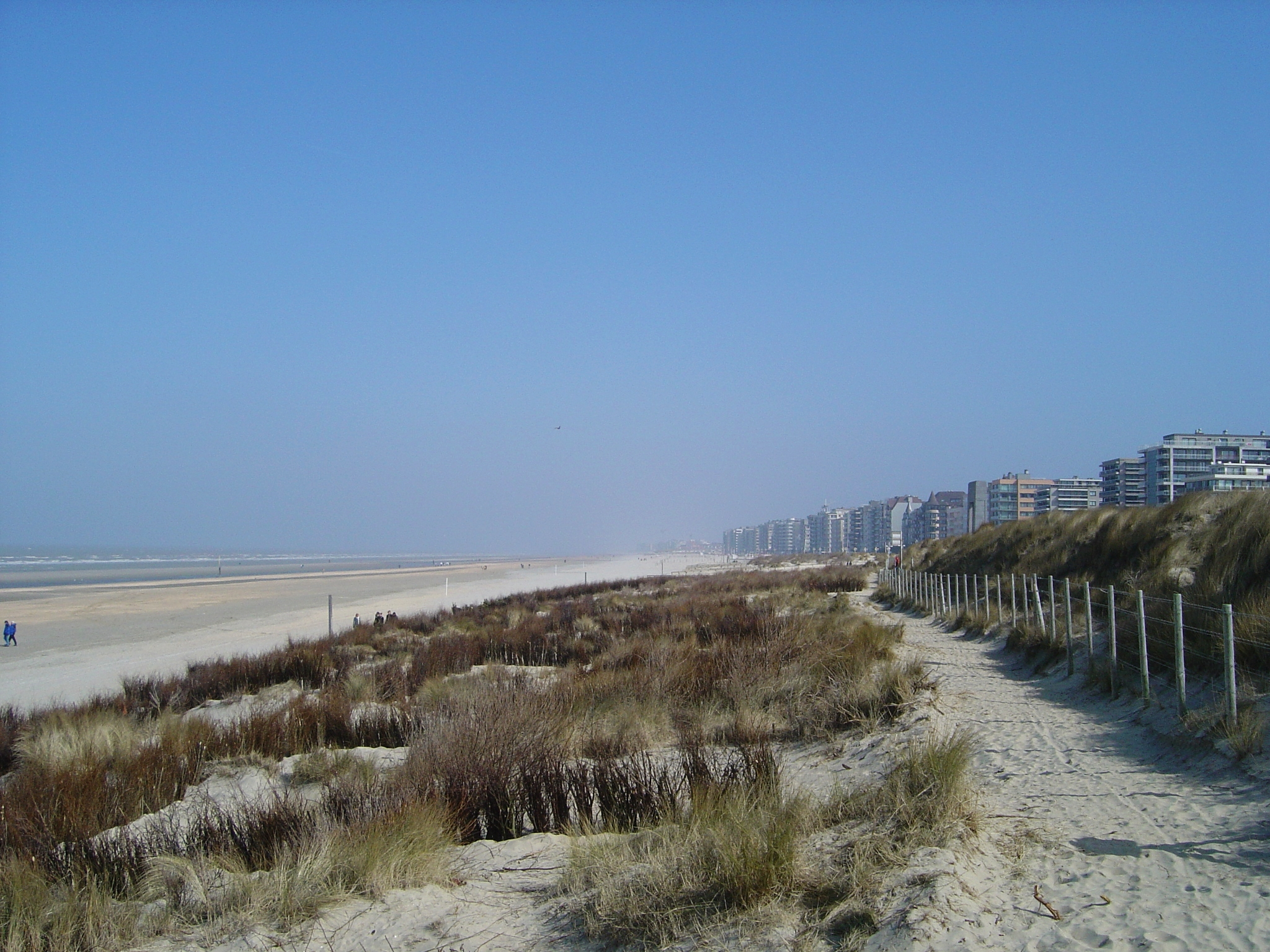